# El Realenc (Picanya)
La partida del Realenc s'estén al llarg d'una àmplia franja de terreny que comença a les mateixes cases de Vistabella i discorre per la riba esquerra del barranc de Torrent. Fins a l'any 1935, ocupava una superfície de 3.871 fanecades, formades per sediments sobre un sòl fèrtil i ric, que ha afavorit una gran diversitat de cultius. Aquesta activitat agrícola continua sent, encara avui, la principal font d'ingressos de la població.
Els límits fronterers de la partida estan definits, a l'orient, per la séquia de Faitanar, i a l'occident, pel barranc de Torrent, en el punt on conflueix amb els termes de València i Xirivella. L'ex clavament es troba situat entre les antigues terres de Tomàs Lluna i els camps de Lassala, just en el lloc on el braç del Xiprer desaigua a la séquia de Faitanar.
Una xarxa de camins veïnals i de servitud travessa la planura d'aquest territori, articulant el seu relleu. Entre les principals vies de comunicació rural destaquen el camí d'Alaquàs, el camí de «Florentina», el camí de «Garcés» i el camí de «Regal».
Tot i que aquesta zona es coneix amb el nom de Realenc, dins del seu entorn físic es poden identificar fàcilment petites partides com els «Dissabte», la «Foia», «Tormonet», l'«Alter», la «Sequieta», «Cadiretes», la «Faixeta», «Malpàs» o la «Baixada de Regal».
Com ocorre a la resta de la comarca de l'Horta Sud, al Realenc predomina una parcel·lació de dimensions reduïdes, amb una superfície mitjana menuda per parcel·la. Aquest model de parcel·lari, que defineix el paisatge actual de l'horta del Realenc, és resultat directe del procés de fragmentació i desequilibri que va patir la propietat durant la segona meitat del segle XX.
Als llibres de la Col·lecta dels segles XVIII i XIX no apareix el topònim «Realenc», ni tan sols com a partida vinculada a Picanya. Els noms que s'hi documenten són les partides de la «Foia», «Tormonet», «Terç», «Cadiretes» i «Martina», totes elles integrades en el terme de Vistabella. En aquell moment, Picanya i Vistabella encara no s'havien unificat administrativament: Vistabella tributava directament al Rei, mentre que Picanya ho feia al Comanador de Torrent.